# マラン (東ジャワ州)
マラン（Malang）は、インドネシアの東ジャワ州の都市である。東ジャワ州内第2位の規模である。
州都のスラバヤから南に90kmの距離に位置し、マラン県に囲まれている。ブロモ山観光の拠点となっている。

## 姉妹都市
- ペーチ、ハンガリー
- マンチェスター、イギリス
- リヨン、フランス